# Samtgemeinde Jesteburg
Die Samtgemeinde Jesteburg ist eine Samtgemeinde im Landkreis Harburg im nördlichen Niedersachsen. In ihr haben sich drei Gemeinden zur Erledigung ihrer Verwaltungsgeschäfte zusammengeschlossen. Der Sitz der Verwaltung befindet sich in der Gemeinde Jesteburg.

## Geografie

### Geografische Lage
Die Samtgemeinde liegt an der Seeve, nördlich des Naturschutzparkes Lüneburger Heide und südlich – rund 15 km von der Landesgrenze entfernt – der Freien und Hansestadt Hamburg, zentral im Landkreis Harburg.

### Samtgemeindegliederung
Die Samtgemeinde hat folgende Mitgliedsgemeinden (in Klammer die Einwohnerzahl Stand Dezember 2020):
- Bendestorf (2344 Einwohner)
- Harmstorf (821 Einwohner)
- Jesteburg (8016 Einwohner)

## Geschichte
Die Samtgemeinde Jesteburg ist durch das Gesetz der Neugliederung der Gemeinden in Niedersachsen vom 23. Juni 1972 aus den bis dahin selbständigen Gemeinden Bendestorf, Harmstorf, Jesteburg und Lüllau gebildet worden.

## Aufgaben
Grundsätzlich sind die Aufgaben der Samtgemeinde im Niedersächsischen Kommunalverfassungsgesetz festgeschrieben. Vereinfacht dargestellt, bildet die Samtgemeinde einen Zusammenschluss mehrerer eigenständiger Gemeinden, die bestimmte Aufgaben, die eigentlich jeder der Gemeinden obliegen, sozusagen gebündelt für diese wahrnimmt. Hierbei wurden einige Bereiche, wie
- Brandschutz – so entstand aus den zuvor eigenständigen Feuerwehren die Freiwillige Feuerwehr (der Samtgemeinde) Jesteburg, mit den Ortswehren Bendestorf, Harmstorf, Jesteburg und Lüllau
- Friedhofswesen
- Grundschule

im Zuge des Gesetzes der Neugliederung der Gemeinden von 1972 den Samtgemeinden als Aufgaben des eigenen Wirkungskreises übertragen. Weitere können durch Beschluss des Gemeinderates auch an die Samtgemeinde übertragen werden.

## Politik

### Samtgemeinderat
Der Rat der Samtgemeinde Jesteburg besteht aus 28 Ratsfrauen und Ratsherren. Dies ist die festgelegte Anzahl für eine Samtgemeinde mit einer Einwohnerzahl zwischen 11.001 und 12.000 Einwohnern. Die 28 Ratsmitglieder werden durch eine Kommunalwahl für jeweils fünf Jahre gewählt. Die aktuelle Amtszeit begann am 1. November 2021 und endet am 31. Oktober 2026.
Stimmberechtigt im Rat der Samtgemeinde ist außerdem die hauptamtliche Samtgemeindebürgermeisterin Claudia von Ascheraden (parteilos).
Die letzte Kommunalwahl am 12. September 2021 hatte das folgende Ergebnis:
- CDU: 6 Sitze (−2)
- SPD: 6 Sitze (±0)
- GRÜNE: 4 Sitze (+1)
- UWG Jes!: 4 Sitze (±0)
- BWG: 2 Sitze (−1)
- FDP: 2 Sitze (±0)
- WIN: 2 Sitze (+2)
- FWG: 1 Sitz (±0)
- BUG: 1 Sitz (±0)

### Samtgemeindebürgermeister
Hauptamtliche Samtgemeindebürgermeisterin der Samtgemeinde Jesteburg ist Claudia von Ascheraden (parteilos). Bei der letzten Bürgermeisterwahl am 11. April 2021 wurde sie mit  76,7 % der Stimmen gewählt. Ihr Gegenkandidat Christian Horend (CDU) erhielt 23,3 %. Die Wahlbeteiligung lag bei 47,7 %. von Ascheraden trat ihre Amtszeit im April 2021 an.

### Wappen
Blasonierung: „In Rot eine silberne Burg mit einer silbernen Wellenleiste im Schildfuß.“
Die Samtgemeinde hat kein Wappen, sie trägt gemäß Vereinbarung das der Gemeinde Jesteburg.